# Diabli nadali
Diabli nadali (oryg. „The King of Queens”) – amerykański serial komediowy, opowiadający o perypetiach młodego małżeństwa, Carrie i Douga Heffernanów, którzy zmuszeni są mieszkać w jednym domu z ojcem Carrie, Arthurem Spoonerem. 

## Emisja
W Polsce serial emitowany jest na antenie Comedy Central i Comedy Central Family, a od 19 czerwca 2008 w TVN7. Serial był również emitowany na antenie telewizji Polsat.

## Fabuła
Serial opowiada o Dougu Stevenie Heffernanie, pracującym jako kurier w firmie IPS i jego żonie Carrie, będącej sekretarką w kancelarii prawnej. Ojciec Carrie, Arthur, spalił swój dom w odcinku pilotowym, dlatego Heffernanowie zmuszeni są oddać mu swoją piwnicę, by tam zamieszkał. Gderanie i zrzędzenie Arthura, nadwaga Douga oraz problemy małżeńskie Carrie i Douga są tematem każdego odcinka.

## Obsada

### Role główne
- Kevin James – Doug Heffernan
- Leah Remini – Carrie Heffernan z d. Spooner, żona Douga
- Jerry Stiller – Arthur Spooner, ojciec Carrie i teść Douga
- Victor Williams – Deacon Palmer
- Patton Oswalt – Spence Olchin
- Gary Valentine – Danny Heffernan
- Nicole Sullivan – Holly Shumpert (2001–2005, 2007)

### Drugoplanowe
- Merrin Dungey – Kelly Palmer, żona Deacona
- Larry Romano – Richie Lanucchi (1998–2001)
- Lisa Rieffel – Sara Spooner
- Ricki Lake – Stephanie Heffernan, siostra Douga
- Grace Zabriskie – Veronica Olchin, matka Spence’a
- Alex Skuby – Doug Pruzan, poprzedni szef Carrie
- Dakin Matthews – Joe Heffernan, ojciec Douga
- Jenny O’Hara – Janet Heffernan, matka Douga
- Sam McMurray – Patrick O’Boyle, szef Douga
- Lou Ferrigno – Lou Ferrigno, sąsiad Douga (2000–2007)
- Carla Ferrigno – Carla Ferrigno, żona Lou'a (2000–2007)
- Rachel Dratch – Denise Battaglia, dziewczyna Spence’a
- Omari Lyles/Marshaun Daniel/Philip Bolden – Kirby Palmer
- Desmond Roberts – Burmistrz Palmer
- Tyler Hendrickson – Młody Doug
- Joe Flaherty – Ojciec McAndrew, ksiądz w kościele Heffernanów
- Bryan Cranston – Tim Sacksky, sąsiad Heffernanów
- Dee Dee Rescher – Dorothy Sacksky, sąsiadka Heffernanów
- Michael Lowry – Mike Ross
- Marcia Cross – Debi Ross
- Ford Rainey – Mickey, przyjaciel Arthura
- Melissa Chan – Kim
- Christine Gonzales – Amy
- Gerry Black – George Barksdale
- Gavin MacLeod – Stu, wujek Douga i ojciec Danny’ego
- Jimmy Shubert – Jimmy, kolega z pracy Douga
- Steve Tancora – Duke, inny kolega z pracy Douga
- Lisa Banes – Georgia Boone, szef Carrie
- Sean O’Bryan – Marc „Shmenkman” Shropshire
- Elisa Taylor – Abby „Shmenkman” Shropshire
- Angelo Pagan – Rico, pracuje w IPS z Dougiem
- Graham Phillips – Winthrop
- Kyle, Bianca i Dave

### Gościnne wystąpili
- Donny Osmond
- Julie Benz
- Pat Sajak
- Vanna White
- Ben Stiller
- Janeane Garofalo
- Todd Zeile
- Burt Reynolds
- Adam Sandler
- Ray Romano
- Huey Lewis
- Kirstie Alley
- Steve Schirripa
- Eddie Money